# National Premier Leagues Capital Football
National Premier Leagues Capital Football (w skrócie NPL Capital Football) – piłkarskie rozgrywki ligowe na najwyższym szczeblu w Australijskim Terytorium Stołecznym. Organizowane i zarządzane przez federację Capital Football. Założone w 1954 roku pod nazwą ACT Division One, od 1992 roku funkcjonowały pod nazwą ACT Premier League. W 2013 roku ACT Premier League weszła w skład National Premier Leagues, zmieniając tym sam nazwę na National Premier Leagues Capital Football. 

## Zwycięzcy NPL Capital Football
Najbardziej utytułowanym klubem w historii rozgrywek jest Canberra FC (historyczne nazwy SC Hope, Croatia Deakin, Canberra Deakin), która 22-krotnie triumfowała w sezonie zasadniczym oraz 16-krotnie w meczu finałowym (tzw. Grand Final).
Tytuł mistrzowski zdobywa drużyna, która triumfowała w meczu Grand Final. Jeżeli mecz nie został rozegrany, tytuł mistrzowski uzyskała najlepsza drużyna sezonu zasadniczego. 

### ACT Division One
| Rok  | Sezon zasadniczy    | Grand Final             |
| ---- | ------------------- | ----------------------- |
| 1954 | Napad               | Napad                   |
| 1955 | Napad               | Hollandia               |
| 1956 | Balkan              | nie rozgrywany          |
| 1957 | Bohemians           | nie rozgrywany          |
| 1958 | Bohemians           | Olympic                 |
| 1959 | Bohemians           | nie rozgrywany          |
| 1960 | FTC Hungaria        | nie rozgrywany          |
| 1961 | FTC Hungaria        | FTC Hungaria            |
| 1962 | SC Hope             | SC Hope                 |
| 1963 | SC Hope             | nie rozgrywany          |
| 1964 | Juventus            | Juventus                |
| 1965 | Juventus            | Juventus                |
| 1966 | SC Hope             | SC Hope                 |
| 1967 | Juventus            | Croatia Deakin          |
| 1968 | Juventus            | West Woden Juventus     |
| 1969 | Croatia Deakin      | mecz przerwany          |
| 1970 | West Woden Juventus | West Woden Juventus     |
| 1971 | Griffith United     | nie rozgrywany          |
| 1972 | West Woden Juventus | nie rozgrywany          |
| 1973 | Croatia Deakin      | nie rozgrywany          |
| 1974 | West Woden Juventus | nie rozgrywany          |
| 1975 | Downer Olympic      | West Woden Juventus     |
| 1976 | West Woden Juventus | West Woden Juventus     |
| 1977 | Inter Monaro        | Inter Monaro            |
| 1978 | West Woden Juventus | Croatia Deakin          |
| 1979 | Croatia Deakin      | Croatia Deakin          |
| 1980 | Downer Olympic      | West Woden Juventus     |
| 1981 | Luso                | Luso                    |
| 1982 | Belconnen United    | Belconnen United        |
| 1983 | West Woden Juventus | West Woden Juventus     |
| 1984 | West Woden Juventus | West Woden Juventus     |
| 1985 | West Woden Juventus | Belconnen United        |
| 1986 | Croatia Deakin      | Juventus                |
| 1987 | Croatia Deakin      | Croatia Deakin          |
| 1988 | Croatia Deakin      | Croatia Deakin          |
| 1989 | CCAE                | Canberra City Concordia |
| 1990 | Belconnen United    | Belconnen United        |
| 1991 | Tuggeranong United  | Tuggeranong United      |

### ACT Premier League
| Rok  | Sezon zasadniczy   | Grand Final        |
| ---- | ------------------ | ------------------ |
| 1992 | AIS                | Tuggeranong United |
| 1993 | Olympic            | Olympic            |
| 1994 | Olympic            | Olympic            |
| 1995 | Canberra Deakin    | Canberra Deakin    |
| 1996 | Belconnen United   | Belconnen United   |
| 1997 | Belconnen United   | Canberra Olympic   |
| 1998 | Belconnen United   | Belconnen United   |
| 1999 | Capital City Suns  | Monaro Panthers FC |
| 2000 | Gungahlin Juventus | Belconnen United   |
| 2001 | Canberra Deakin    | Gungahlin Juventus |
| 2002 | Canberra Deakin    | Belconnen United   |
| 2003 | Canberra Deakin    | Canberra Deakin    |
| 2004 | Canberra Deakin    | Canberra Deakin    |
| 2005 | Canberra Deakin    | Canberra Deakin    |
| 2006 | Canberra Olympic   | Cooma Tigers       |
| 2007 | Canberra FC        | Canberra FC        |
| 2008 | Canberra FC        | Belconnen United   |
| 2009 | Canberra FC        | Canberra FC        |
| 2010 | Canberra FC        | Canberra FC        |
| 2011 | Canberra FC        | Canberra FC        |
| 2012 | Belconnen United   | Cooma Tigers       |

### NPL Capital Football
| Rok  | Sezon zasadniczy | Grand Final      |
| ---- | ---------------- | ---------------- |
| 2013 | Canberra FC      | Canberra Olympic |
| 2014 | Cooma Tigers     | Belconnen United |
| 2015 | Canberra FC      | Canberra Olympic |
| 2016 | Canberra Olympic | Canberra Olympic |
| 2017 | Canberra Olympic | Belconnen United |
| 2018 | Canberra FC      | Canberra FC      |